# Бектаев, Али Абдикаримович
Али́ Абдикари́мович Бекта́ев (каз. Әли Әбдікәрімұлы Бектаев; род. 20 апреля 1962, Янги-Базар, Ленинский район, Южно-Казахстанская область, Казахская ССР, СССР) — казахстанский политик. Председатель Народно-демократической патриотической партии «Ауыл» (с 2015 года). Аким города Туркестана (2006—2008). Депутат сената парламента Казахстана от Туркестанской области (с 2014 года).

## Биография
Происходит из рода суан.
Окончил в 1984 году факультет механизации сельского хозяйства Казахского сельскохозяйственного института с квалификацией «инженер-механик», в 1992 году факультет политологии Казахстанского института менеджмента, экономики и прогнозирования по специальности «Теория социально-политических отношений». В 2000 году получил учёное звание кандидат экономических наук, защитил диссертацию на тему «Формирование и функционирование сегментов продовольственного рынка регионов (на примере Южно-Казахстанской области)».
1984—1985 годы — главный инженер совхоза.
1987—1989 — заместитель заведующего Сайрамского райкома партии.
1987—1989 годы — инструктор Сайрамского райкома партии.
1989—1990 годы — секретарь парткома совхоза.
1990—1991 годы — слушатель Ташкентской ВПШ, АВПШ-АИПУ.
1991 год — консультант Чимкентского обкома партии.
1991—1992 годы — заместитель генерального директора ПКФ «Казыгурт Лтд.».
1992—1994 годы — заместитель главы Казыгуртской районной администрации.
1994—1999 годы — начальник управления по делам молодёжи, туризма и спорта, начальник управления туризма и спорта, начальник департамента спорта и физкультуры Южно-Казахстанской области.
1999 год — начальник департамента государственной службы Южно-Казахстанской области.
1999—2000 годы — начальник управления по ВЭС и инвестициям Южно-Казахстанской области.
Июль 2000 года — сентябрь 2002 года — аким Казыгуртского района.
Сентябрь 2002 года — февраль 2006 года — заместитель акима Южно-Казахстанской области.
Февраль 2006 года — май 2008 года — аким города Туркестана.
Май 2008 года — октябрь 2014 года — заместитель акима Южно-Казахстанской области.
В ноябре 2014 года избран депутатом сената парламента Республики Казахстан от Южно-Казахстанской области (в 2018 году переименована в Туркестанскую). В 2014—2017 годах — член комитета по социально-культурному развитию и науке, в 2017—2019 годах — член комитета по финансам и бюджету, с сентября 2019 года — председатель комитета по аграрным вопросам, природопользованию и развитию сельских территорий. Переизбран в 2020 году.

## Награды
- Орден «Парасат».
- Орден «Курмет».
- Орден «Содружество» (27 ноября 2020 года, Межпарламентская ассамблея СНГ) — за активное участие в деятельности Межпарламентской Ассамблеи и её органов, вклад в укрепление дружбы между народами государств — участников Содружества Независимых Государств[5].
- Медаль «За укрепление парламентского сотрудничества» (12 апреля 2018 года, Межпарламентская ассамблея СНГ) — за особый вклад в развитие парламентаризма, укрепление демократии, обеспечение прав и свобод граждан в государствах — участниках Содружества Независимых Государств[6].
- Памятный знак «МПА СНГ. 25 лет» (27 марта 2017 года, Межпарламентская ассамблея СНГ) — за содействие в деятельности Межпарламентской Ассамблеи и её органов[7].
- Почётная грамота Совета МПА СНГ (13 октября 2017 года, Межпарламентская ассамблея СНГ) — за активное участие в деятельности Межпарламентской Ассамблеи и её органов, вклад в укрепление дружбы между народами государств — участников Содружества Независимых Государств[8].